# Municipio de Day (Míchigan)
El municipio de Day (en inglés: Day Township) es un municipio ubicado en el condado de Montcalm en el estado estadounidense de Míchigan. En el año 2010 tenía una población de 1172 habitantes y una densidad poblacional de 12,8 personas por km².

## Geografía
El municipio de Day se encuentra ubicado en las coordenadas 43°20′35″N 85°0′53″O / 43.34306, -85.01472. Según la Oficina del Censo de los Estados Unidos, el municipio tiene una superficie total de 91.58 km², de la cual 91.36 km² corresponden a tierra firme y (0.24%) 0.22 km² es agua.

## Demografía
Según el censo de 2010, había 1172 personas residiendo en el municipio de Day. La densidad de población era de 12,8 hab./km². De los 1172 habitantes, el municipio de Day estaba compuesto por el 96.5% blancos, el 0.26% eran afroamericanos, el 0.43% eran amerindios, el 0.34% eran asiáticos, el 0.09% eran isleños del Pacífico, el 0.68% eran de otras razas y el 1.71% pertenecían a dos o más razas. Del total de la población el 2.22% eran hispanos o latinos de cualquier raza.